# Coca-Cola Zero
Coca-Cola Sem Açúcar (português brasileiro) ou Coca-Cola Zero Açúcar (português europeu), anteriormente e informalmente conhecida como Coca-Cola Zero ou Coca Zero, é um refrigerante diet produzido pela The Coca-Cola Company.
A Bebida foi Introduzida inicialmente em 2005 no nome de "Coca-Cola Zero" como um refrigerante novo sem calorias. Em 2017 a fórmula foi modificada e o nome mudado para Coca-Cola Zero Açúcar em Portugal, e Coca-Cola Sem Açúcar no Brasil. Com a última reformulação sendo feita em 2021.

## História
Lançada sob o nome Coca-Cola Zero, ela foi o maior lançamento de produto da Coca-Cola em 22 anos. O novo produto foi idealizado na filial espanhola da empresa. Foi comercializada como tendo um sabor indistinguível da Coca-Cola comum, ao contrário da Diet Coke, outra bebida diet produzida pela Coca-Cola nos EUA, que tem um perfil de sabor diferente.  A mudança pretendia atrair um público masculino, uma vez que o outro produto existente sem açúcar, Diet Coke, era amplamente percebido como uma bebida feminina. O Produto foi lançado no Brasil e Portugal em 2007.

### Reformulação de 2017

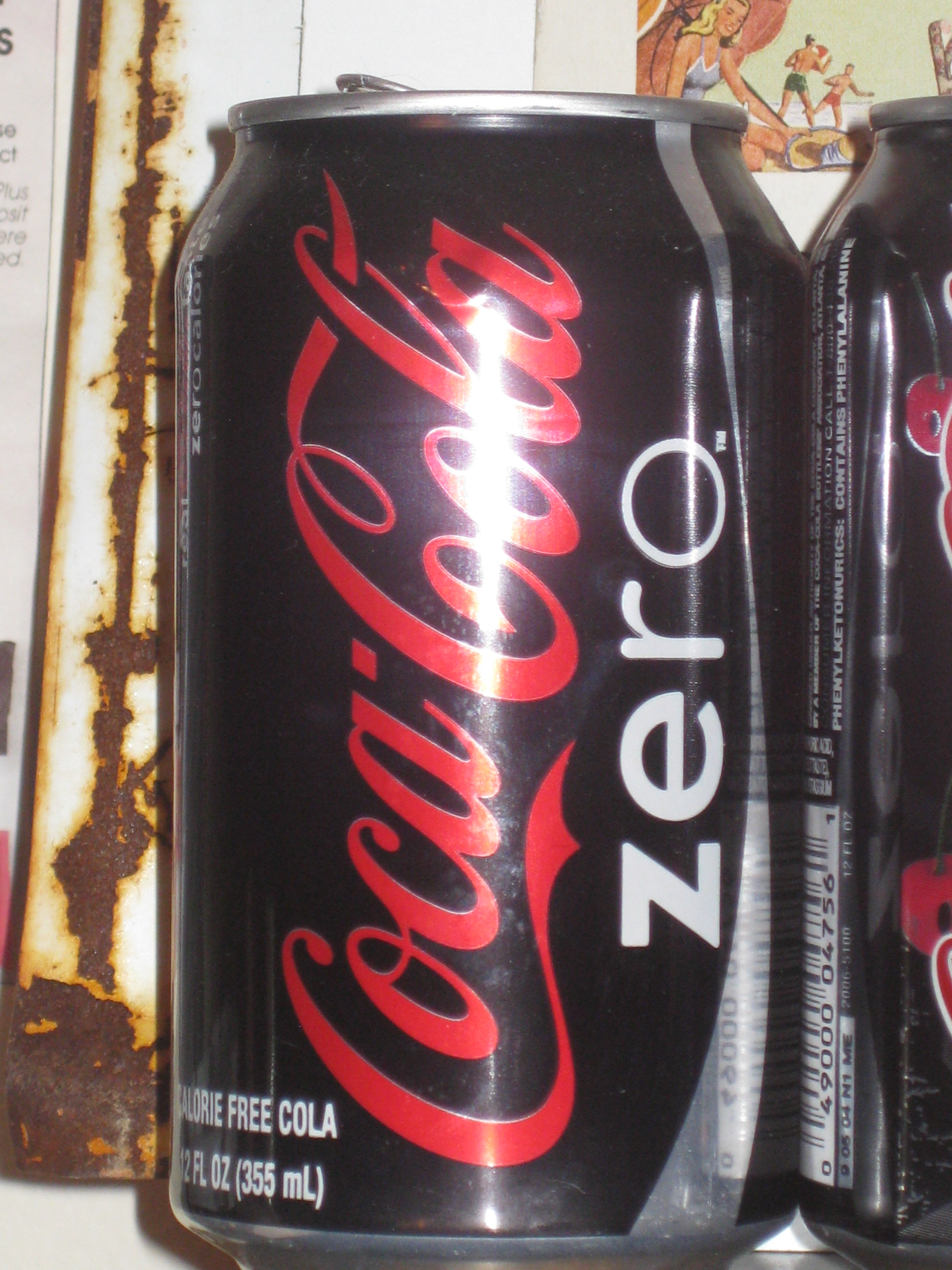
Lata com a marca antiga da "Coca-Cola Zero".

Em 2017, apesar do aumento das vendas nos Estados Unidos e no resto do mundo, foi anunciado que a Coca-Cola Zero seria reformulada e rebatizada como "Coca-Cola Zero Sugar" com o objetivo de ter um sabor mais parecido com o da Coca-Cola padrão, ao mesmo tempo em que enfatizava a falta de teor de açúcar.
A mudança causou reações mistas. O Washington Post observou que a Coca Zero é muito popular e que os fãs compararam a mudança á troca da fórmula original da Coca-Cola em 1985. No entanto, foi observado que o sabor era muito semelhante, e que a fórmula provavelmente foi ligeiramente ajustada, pois a lista de ingredientes continuou a mesma. Sendo o principal objetivo disso, a reformulação da marca.
A marca original da Coca-Cola Zero foi totalmente descontinuado em 2022, juntamente com o lançamento da reformulação de 2021.

### Reformulação de 2021
Em julho de 2021, a The Coca-Cola Company anunciou que outra reformulação da Coca-Cola Zero Sugar seria lançada nos EUA e Canadá. A reformulação seria a mesma receita que já estava disponível na Europa e na América Latina. A empresa disse que a receita "otimizaria os sabores e ingredientes existentes" sem exigir uma alteração nos ingredientes listados ou nas informações nutricionais. Junto com a reformulação, a rotulagem foi atualizada.

## Ingredientes
Todas as versões da Coca-Cola Zero Sugar vendidas em diversos países baseiam-se na mesma fórmula aromatizante e são todas gaseificadas. Além disso, são usados adoçantes artificiais. No entanto, a combinação exata de adoçantes e conservantes utilizados varia de mercado para mercado. O Produto não possui na sua composição quantidades significativas de proteínas, gorduras totais, gorduras saturadas, gorduras trans e fibras alimentares.
| Informação nutricional de Coca-Cola Zero Porção de: 200 ml (1 copo) | Informação nutricional de Coca-Cola Zero Porção de: 200 ml (1 copo) | Informação nutricional de Coca-Cola Zero Porção de: 200 ml (1 copo) |
| Quantidade por porção                                               | VD%                                                                 |                                                                     |
| Sódio                                                               | 28 mg                                                               | 1                                                                   |
| ------------------------------------------------------------------- | ------------------------------------------------------------------- | ------------------------------------------------------------------- |

Os ingredientes são formados por Água gaseificada, extrato de noz de cola, cafeína, aroma natural, corante caramelo IV, acidulante ácido fosfórico, edulcorantes ciclamato de sódio (27mg), acesulfame de potássio (15mg) e aspartame (12mg) por 100ml, conservador benzoato de sódio e estabilizante citrato de sódio.
No Brasil, a Coca-Cola Sem Açúcar é comercializada em embalagens de:
- Vidro de 250 ml e 290ml.
- Lata de alumínio de 220 ml e 350 ml
- Garrafas PET de 220 ml, 250 ml, 350 ml, 600 ml, 1 Litro, 1,5 Litros, 2 Litros, 2 Litros e 250 ml, 2,5 Litros e 3 Litros.[16]

## Variantes da Marca
- Coca-Cola
- Coca-Cola Cherry Zero (Lanç. 2007)[17]
- Coca-Cola Vanilla Zero (Lanç. 2007)[18][19]